# Adam Mascherin
Adam Mascherin, född 6 juni 1998 i Maple, Ontario, är en kanadensisk professionell ishockeyspelare som spelade för Skellefteå AIK i SHL.

## Klubbar
- Georgetown Raiders, OJHL (2013/2014)
- Kitchener Rangers, OHL (2014/2015 - 2017/2018)
- Texas Stars, AHL (2018/2019 - 2020/2021)
- Skellefteå AIK, SHL (2021/2022)
- Asiago, ICEHL (2022/2023)
- Skellefteå AIK, SHL (2022/2023)